# Volvo 7000AT
Volvo 7000AT - niskopodłogowy trolejbus przegubowy. 19 trolejbusów wyprodukowanych w latach 2000-2001 eksploatowane były do 2019 roku w austriackim Linzu. Jest odmianą miejskiego autobusu przegubowego Volvo 7000A.
Z dniem 27 marca 2019 zakończono eksploatację ostatniego trolejbusu Volvo 7000AT w Linzu.. Po wycofaniu pięć sztuk zostało sprzedanych w latach 2018-2019 do ukraińskiego Iwano-Frankiwska.